# Feliks Kotarba
Feliks Kotarba, ps. „Ewka” (ur. 3 maja 1895 w Świątnikach Górnych, zm. 17 sierpnia 1920 w Białej Podlaskiej) – porucznik Wojska Polskiego, uczestnik I wojny światowej i wojny polsko-bolszewickiej, działacz niepodległościowy, kawaler Orderu Virtuti Militari.

## Życiorys
Urodził się 3 maja 1895 w Świątnikach Górnych, w rodzinie Józefa, kupca, i Katarzyny ze Słomków. 
Uczył się w II Gimnazjum św. Jacka w Krakowie, ukończył sześć klas, w 1918 r. zdał eksternistycznie egzamin maturalny.  W okresie edukacji utworzył w Świątnikach Górnych klub sportowy „Templarya” (1911), był także aktywnym członkiem Czytelni Ludowej. Od 1913 działał w Związku Strzeleckim, w którym pełnił funkcję sekcyjnego i ukończył egzaminem szkołę podoficerską.
8 sierpnia 1914 wstąpił do Legionów Polskich, otrzymując przydział do 1. kompanii V batalionu. 27 września 1914 tego roku został mianowany kapralem, a 4 stycznia 1915 sierżantem. Jako dowódca plutonu w 9. kompanii 5 pułku piechoty walczył pod Łowczówkiem (grudzień 1914 r.), nad Nidą (marzec-maj 1915 r.), pod Konarami (maj 1915 r.), pod Urzędowem (czerwiec-lipiec 1915 r.) oraz nad Styrem i Stochodem (od września 1915 r. do sierpnia 1916 roku). W grudniu 1915 r. został odznaczony pruskim Medalem Waleczności 2 klasy za odwagę wykazaną podczas walk pod Sobieszczycami. Mianowany, już jako sierżant nieformalnego 3 pułku piechoty Legionów Polskich, na stopień podporucznika z dniem 10 maja 1916 roku. Wyróżnił się w dniu 4 lipca 1916 r. podczas bitwy pod Kostiuchnówką, kiedy to powstrzymał atak oddziałów carskich (XLVI Korpus Armijny) na stanowiska dowództwa pułku (tzw. „Reduta Piłsudskiego” i „Polska Góra”), utrzymał zajmowaną linię obrony i umożliwił dowództwu pułku opuszczenie straconych pozycji  . Za ten czyn odznaczony został pośmiertnie odznaczony Orderem Virtuti Militari. Po kryzysie przysięgowym (lipiec 1917) wcielony do armii austriackiej i skierowany na front włoski. Pod koniec 1918 roku leczył się na nerki w szpitalu w Trieście.
Do Polski powrócił w lutym 1919 roku i wstąpił do Wojska Polskiego, w którym zatwierdzony został w randze porucznika. W szeregach 5 pułku piechoty Legionów wziął udział w wojnie polsko-bolszewickiej, na stanowisku dowódcy 10 kompanii w III batalionie. Walczył na Wileńszczyźnie (w lipcu 1919 roku odznaczył się w starciach w okolicach Wilejki oraz Kurzeńca), a zimą 1919/1920 uczestniczył w zmaganiach o Inflanty (wyróżnił się w styczniu 1920 r. w walkach w pobliżu wsi Mozule). W ocenach służbowych uznawano Kotarbę za bardzo dobrego oficera, inteligentnego, ideowego, energicznego, pracowitego, z dużą inicjatywą, obowiązkowego i sumiennego, koleżeńskiego, o nieposzlakowanym charakterze, wesołym usposobieniu i bardzo dobrym wpływie na podwładnych, jak również obdarzonego zdolnościami administracyjnymi. Dowodząc II batalionem 5 pułku piechoty Leg. poległ 17 sierpnia 1920 roku na ulicach Białej Podlaskiej, trafiony kulą karabinową w głowę, kiedy to konno wraz z innymi oficerami pułku próbował przeszkodzić odwrotowi wroga. Jego zwłoki przez Brześć sprowadzono do Świątnik Górnych i 23 sierpnia 1920 pochowano w rodzinnym grobowcu na cmentarzu parafialnym.
Pośmiertnie awansowany został najpierw do rangi kapitana (w grudniu 1920), a następnie do stopnia majora (w 1923).
Feliks Kotarba nie zdążył założyć rodziny .

## Ordery i odznaczenia
- Krzyż Srebrny Orderu Wojskowego Virtuti Militari nr 6480 – pośmiertnie, 17 maja 1922[7][2][8][9][1]
- Krzyż Walecznych[2]
- Krzyż Niepodległości – pośmiertnie, 13 kwietnia 1931 „za pracę w dziele odzyskania niepodległości”[10][2]
- Odznaka „Za wierną służbę” – 6 sierpnia 1916[4]
- Medal Zasługi Wojennej II klasy na wstążce Krzyża Żelaznego (niem. Krieger-Verdienstmedaille) – grudzień 1915[11]